# 布赛勒斯 (俄亥俄州)
布赛勒斯（英語：Bucyrus）是美国俄亥俄州克劳福德县的一个城市和县城，位于俄亥俄州北部，距曼斯菲尔德以西约45公里。 2010年人口普查时的人口为12,362人，是克劳福德县最大的城市，也是布赛勒斯小都会统计区域的中心（由美国人口调查局在2003年定义）。